# شن‌های مریخ
شن‌های مریخ نام رمانی علمی-تخیلی از آرتور چارلز کلارک که در سال ۱۹۵۱ (قبل از آنکه بشر به فضا برود) منتشر شد. مضمون اصلی داستان راجع به مریخ است که در قرن ۲۱ توسط انسان مسکونی شده و روی آن تأسیسات تحقیقاتی بنا گردیده است.